# Governatori generali del Pakistan
I Governatori generali del Pakistan dal 1947 (raggiungimento dell'indipendenza dall'India) al 1956 (proclamazione della Repubblica) furono i seguenti.

## Lista
| Governatore generale | Governatore generale | Dal               | Al                |
| -------------------- | -------------------- | ----------------- | ----------------- |
|                      | Muhammad Ali Jinnah  | 15 agosto 1947    | 11 settembre 1948 |
|                      | Khawaja Nazimuddin   | 14 settembre 1948 | 17 ottobre 1951   |
|                      | Ghulam Muhammad      | 17 ottobre 1951   | 6 ottobre 1955    |
|                      | Iskander Mirza       | 6 ottobre 1955    | 23 marzo 1956     |